# Liste der Kulturdenkmäler in Enzen (Eifel)
In der Liste der Kulturdenkmäler in Enzen sind alle Kulturdenkmäler der rheinland-pfälzischen Ortsgemeinde Enzen aufgeführt. Grundlage ist die Denkmalliste des Landes Rheinland-Pfalz (Stand: 27. Juni 2022).

## Einzeldenkmäler
| Bezeichnung    | Lage                           | Baujahr                            | Beschreibung | Bild |
| -------------- | ------------------------------ | ---------------------------------- | --- | ---- |
| Alte Enzbrücke | Brückenstraße Lage             | 1893                               | zweibogiger Kalksteinbau, 1893 von Bauunternehmer Portner, Nusbaum | BW   |
| Hofanlage      | Brückenstraße 1 Lage           | 1798                               | stattlicher Dreiseithof; Wohnhaus mit Krüppelwalmdach, bezeichnet 1798, eventuell später erweitert; älteres Wohnhaus, wohl aus dem 17. Jahrhundert, Scheune bezeichnet 1792 | BW   |
| Tür            | Nusbaumerstraße, an Nr. 2 Lage | zweite Hälfte des 18. Jahrhunderts | spätbarockes Türblatt im 1860 bezeichneten Portal | BW   |